# Gaius Caristanius Fronto
Gaius Caristanius Fronto war ein römischer Politiker und Senator des 1. Jahrhunderts n. Chr.
Er stammte, wohl in vierter Generation, aus einer Familie, die sich unter Augustus in der neu gegründeten colonia von Antiochia ad Pisidiam angesiedelt hatte. Er bekleidete zunächst ritterliche Funktionen als Tribunus militum und als Kommandeur (Praefectus equitum) der Ala Bosporanorum, wurde dann aber von Vespasian als erster (homo novus) seiner Familie in den Senat aufgenommen. 74/75 oder 75/76 war er Legat in der Provinz Pontus et Bithynia. Etwa von 76 bis 79 befehligte er die in Britannien stationierte legio IX Hispana. In den ersten Jahren der Herrschaft Domitians, um 81/82 bis 83/84, war Fronto Statthalter von Lycia et Pamphylia, wo er zahlreiche Ehrungen erhielt. Im Jahr 90 erreichte er das Suffektkonsulat.
Seine Ehefrau war Calpurnia Paulla, Tochter eines Calpurnius Longo. Seine Söhne waren Gaius Caristanius Fronto und Gaius Caristanius Paulinus, deren senatorische Laufbahnen fast völlig unbekannt sind.